# 岩崎伊津子
岩崎伊津子（いわさきいつこ・1975年2月14日 - ）は、1990年代半ばに放送されたTBSラジオ「シンデレラドリーム ミッドナイト☆パーティー」のパーソナリティ。山梨県出身。
地元山梨の信用金庫に勤務していた1993年9月、TBSラジオ主催の第1回シンデレラドリームオーディションに合格。10月からスタートした同局の深夜番組「シンデレラドリーム ミッドナイト☆パーティー」（以下ミッドナイト☆パーティーと略す）でデビューした。本職である山梨の信用金庫で勤務する傍らのラジオ出演なので、出演したのは月1回放送された番外戦（注）のみ。しかし、本職が忙しくなったのと、同じく番外戦に出演していた高田裕子（現たかだゆうこ）と石本祥がレギュラー出演が決まったため番外戦は終了。悩んだ末、結局本職を選択。1994年3月にミッドナイト☆パーティーシンデレラを卒業した。
（注）番外戦とは。当時金曜深夜（土曜未明）担当だった福田真知子が広島県内の高校生だったため、通常は広島から上京して番組を行ったが、定期試験などの場合は上京できないためその際は広島の中国放送（RCC）のスタジオから番組を行った（同局ではこの時間ニッポン放送のオールナイトニッポンを放送していたため、裏送りでTBSラジオ経由で全国に放送された）。そのため通常なら3時間の放送を、広島からの放送のときのみ2時終了となり、残りの1時間を当時レギュラー入りが近かったと思われる高田裕子（現たかだゆうこ）、石本祥、岩崎伊津子の3人がパーソナリティを務めたミッドナイト☆パーティーの企画番組。1993年10月から月1回ペースでスタートしたが、高田裕子が1994年1月から水曜深夜（木曜未明）1部担当に、また石本祥も同年3月から金曜深夜（土曜未明）担当とそれぞれレギュラーが決まり、さらに通常の金曜深夜担当だった福田真知子が1994年2月に降板、ミッドナイト☆パーティーシンデレラを卒業したため、同月を最後に打ち切った。岩崎伊津子はこれを最後にミッドナイト☆パーティーシンデレラを続けるか本職を続けるか悩んだが結局本職を選び、シンデレラを卒業した。1994年8月 留学の為、降板・シンデレラを卒業する橋口育代（現橋口いくよ）に代わり、石本祥が“東京深夜探検隊”の隊長に就任した。

## 出演番組
- シンデレラドリーム　ミッドナイト☆パーティー（TBSラジオ・1993年10月～1994年2月）・主に番外戦担当